# 恐竜戦隊ジュウレンジャーRPG大百科
恐竜戦隊ジュウレンジャーRPG大百科（きょうりゅうせんたいジュウレンジャーアールピージーだいひゃっか）は、ケイブンシャの大百科シリーズ第501巻として発売された児童向けのテーブルトークRPG (TRPG) 。

## 概要
東映製作の特撮テレビドラマシリーズ「スーパー戦隊シリーズ」第16作『恐竜戦隊ジュウレンジャー』のメンバーとして、地球を狙う魔女バンドーラの一味と戦う。ゲームデザインは大角童子、斉藤睦志。本文中のイラストや概要を紹介した漫画は佐々木亮が担当。

### キャラクター作成
ジュウレンジャーのメンバー、ゲキ、ゴウシ、ダン、ボーイ、メイ、ブライの6人の中から自分の担当するプレイヤーキャラクター (以下PC) を選ぶ。
PCを管理するデータには各PCの個性や能力を細かく示す要素は特になく、小さな子供でも容易に遊べるようにダメージ表が用意されているだけである。PCがダメージを受けるごとに受けたダメージが蓄積され、その量が一定量を超えるごとに変身、守護獣召喚、合体等が可能となる。

### 判定方法
PCの行為についての判定はすべてじゃんけんによって行われており、PC側が勝てば、その行為は成功となる。
戦闘時には勝ったときに出した手がグー、チョキ、パーのどれであるかによって相手に与えるダメージが違ってくる。「パーで勝つ＞チョキで勝つ＞グーで勝つ」の順で与えられるダメージが大きくなるが、判定がじゃんけんである以上、常にパーで勝てるとは限らない。相手がどんな手を出してくるかを考えて出す手を決める事が重要となる。

## 漫画・恐竜戦隊ジュウレンジャーRPGの遊び方
原作　STUDIO HARD
漫画　佐々木亮
本作では、ある程度のページ数を割いて、恐竜戦隊ジュウレンジャーRPGの遊び方を、漫画と台本形式のリプレイを用いて解説する。

### 登場人物
ケン
漫画及びリプレイで、ティラノレンジャー・ゲキの役を演じる少年。多少行儀が悪いが、ジュウレンジャーへの憧れは人一倍ある。
家族は、母親らしき人物と、弟妹らしき人物が一人、1コマだけ登場している。
ツヨシ
漫画及びリプレイで、語り手を務める少年。ケンやサツキに比べて背が高いが、実は同学年の小学生。
サツキ
漫画及びリプレイで、プテラレンジャー・メイの役を演じる少女。細かいところによく気づく。
ヨーイチ
漫画及びリプレイで、タイガーレンジャー・ボーイの役を演じる少年。四人の中では一番小柄。個性的な発想の持ち主で、当初はグリフォーザー（敵幹部）を演じたがっていた。
バーザ
ケンたちに「恐竜戦隊ジュウレンジャーRPG」を勧める人物。特撮テレビドラマシリーズ『恐竜戦隊ジュウレンジャー』に登場する不思議仙人バーザに比べると少し若い。
「おもちゃのけいぶん堂」という店に住んでおり、サツキからは「おもちゃ屋さんのおじさんだわっ！！」と看破される。

## その他の情報
放映された内容に準じたシナリオが用意されているが、放映途中での発売であるがゆえに35話までのシナリオしか用意されていない。だが、すでに発売されている書籍や映像メディアなどから作ることも可能であり、特に問題となることはない。なお、本文中においても放映されたものとは関係のないオリジナルのシナリオを作ることも推奨されている。
本作に収録されているルールはファイティング・ファンタジーを除くともっともシンプルな部類に入るので、データの入れ替えさえ行えば、他のスーパー戦隊シリーズのキャラクターで遊ぶことも可能である。